# Vladimir Prica
Vladimir Prica (Bihać, 16. marta.1968) srpski je slikar.

## Biografija
Osnovnu i dvije godine srednje škole završava u Korenici da bi potom nastavio u Gospiću.
Kao srednjoškolac izlaže samostalno u Kulturnom centru Gospića, Titovoj Korenici, Karlovcu, Splitu, Baškoj, Luganu,...
Nakon srednje škole upisuje fakultet Likovne Kulture u Rijeci. Nakon završene tri godine fakulteta i usljed ratnih zbivanja 1991. godine prelazi na Akademiju Umetnosti u Novom Sadu, gdje studira još godinu i po kao švedski stipendista, pri kraju studija napušta  Likovnu Akademiju.
Pri Republičkom zavodu za zaštitu spomenika kulture,  učestvuje u cjelokupnom projektu obnove Saborne crkve u Beogradu kao slikar .
Istovremeno izrađuje službeni portret Vladike Hrizostoma za vladičanski dvor u Vršcu, a potom i osam portreta episkopa žičkih  za stalnu postavku vladičanskog konaka manastira Žiča,  po blagoslovu i narudžbi Episkopa žičkog, kao i niz slika za druge  crkve. (Hram Pokrova Presvete Bogorodice u Ruskom Selu, Hram Svetog Nikole na Novom groblju u Beogradu, Crkvi Velike Gopojine u Debelom Brdu).
Mimo klasičnog pristupa slikarstu Prica  gradi osobeni slikarski izraz koji je prezentovan na više samostalnih i grupnih izložbi kao i na više likovnih salona. Slike Vladimira Price se nalaze u kolekcijama širom svijeta i na svim kontinentima.
Član je ULUS-a.
On živi i radi u Srbiji.

## Spoljašnje veze
- web site